# Beryslav
Beryslav (en ukrainien : Берислав) est une ville de l'oblast de Kherson, dans le sud de l'Ukraine, et le centre administratif du raïon de Beryslav. Sa population s'élevait à 1 200 habitants en 2024.

## Géographie
Beryslav est située sur la rive droite du Dniepr, en face de Kakhovka, à 68 km — 75 km par la route — au nord-est de Kherson. La ville se trouve au sud du parc national du sitch de Kamianska.

## Histoire
Beryslav a d'abord été un poste fortifié des douanes, établi au même emplacement au début du XVe siècle, devant son nom au grand duc Vitold : Vitovtova Mytnitsa (en russe : Витовтова Мытница). En 1475, le site est occupé par les Turcs, qui le renomment Kizi-Kermen et y bâtissent une forteresse. Au cours de l'année 1695, elle est prise par la Russie. En 1784, la localité reçoit son nom actuel. Elle a le statut de ville depuis 1938.
Lors de l'invasion de l'Ukraine par la Russie, Beryslav est occupée par les Russes, mais est reprise par les forces ukrainiennes lors de la contre-offensive du sud, le 11 novembre 2022.

## Population
Recensements ou estimations de la population :
| 1897*  | 1923* | 1926* | 1939* | 1959*  | 1970*  | 1979*  |
| ------ | ----- | ----- | ----- | ------ | ------ | ------ |
| 12 149 | 7 434 | 7 530 | 9 089 | 10 507 | 14 587 | 16 337 |

| 1989*  | 2001*  | 2011   | 2012   | 2013   | 2014   | 2015   |
| ------ | ------ | ------ | ------ | ------ | ------ | ------ |
| 17 523 | 15 455 | 13 457 | 13 344 | 13 187 | 13 044 | 12 966 |

| 2016   | 2017   | 2018   | 2019   | 2020   | 2021   | 2022   |
| ------ | ------ | ------ | ------ | ------ | ------ | ------ |
| 12 828 | 12 720 | 12 588 | 12 417 | 12 250 | 12 123 | 11 895 |